# طوم كورتني
طوم كورتني (بالإنجليزية: Tom Courtney)‏ هو عداء المسافات المتوسطة أمريكي، ولد في 17 أغسطس 1933 في نيوآرك في الولايات المتحدة.

## وصلات خارجية
- طوم كورتني على موقع الاتحاد الدولي لألعاب القوى (الإنجليزية)
- طوم كورتني على موقع الاتحاد الأمريكي لسباقات المضمار والميدان، قاعة المشاهير (الإنجليزية)
- طوم كورتني على موقع اللجنة الأولمبية الدولية (الإنجليزية)
- طوم كورتني على موقع أوليمبيديا (الإنجليزية)